# Sandelholzbaum

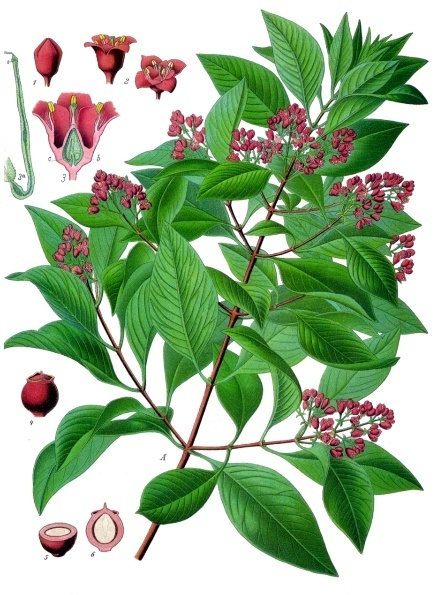
Illustration aus Köhler’s Medizinal-Pflanzen

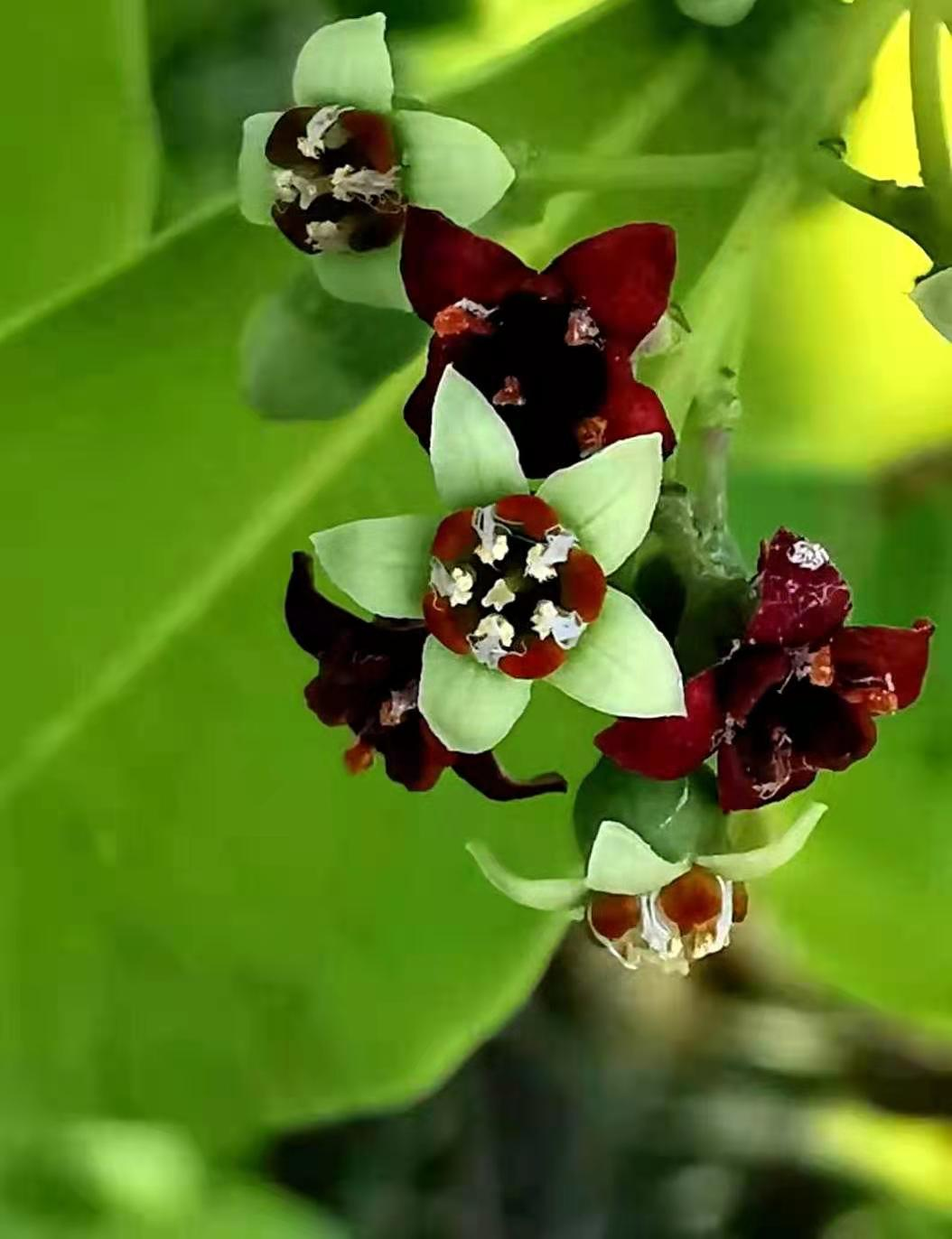
Jüngere, innen grünliche Blüten und ältere, rot-violette

Der Sandelholzbaum (Santalum album) auch Weißer Sandelbaum, Weißer Sandel, ist eine Pflanzenart innerhalb der Familie der Sandelholzgewächse (Santalaceae). Das ursprüngliche Verbreitungsgebiet dieses Halbschmarotzers ist unbekannt. Der Sandelholzbaum wird in vielen tropischen Gebieten angebaut und vielseitig genutzt.

## Beschreibung

### Erscheinungsbild und Blatt
Der Sandelholzbaum wächst als immergrüner, kleiner Baum, der Wuchshöhen in Australien von bis zu 4 Metern und in Indien von bis zu 20 Metern erreicht. Der zylindrische Stamm kann einen Umfang von über 1,5 Metern erreichen. Manchmal wächst er auch als aufrechter oder selten kletternder Strauch, der Wuchshöhen von bis zu 4 Metern erreicht. Die oberirdischen Pflanzenteile sind kahl. Bei jungen Bäumen ist die Borke glatt sowie rötlich bis dunkelbraun, dunkelgrau bis fast schwarz. Bei älteren Exemplaren weist die Borke tiefe vertikale Risse auf und ist innen rot. Die unteren Äste sind manchmal überhängend. Die Zweige sind etwas kantig-gerillt.
Die meist gegenständig oder manchmal kreuzgegenständig an den Zweigen angeordneten Laubblätter sind in Blattstiel und -spreite gegliedert. Die relativ dünnen, gelblichen Blattstiele sind 5 bis 15 Zentimeter lang und besitzen zwei Furchen. Die relativ dünne, einfache, spitze bis stumpfe, manchmal feinstachelspitzige, papierige, kahle Blattspreite ist bei einer Länge von selten 2,5 bis, meist 3 bis 8 Zentimetern und einer Breite von selten 1,5 bis, meist 3 bis 5 Zentimetern eiförmig bis verkehrt-eiförmig oder elliptisch mit stumpfer, keilförmiger oder spitzer Spreitenbasis und gerundetem bis zugespitztem oberen Ende. Der Blattrand ist ganz und manchmal gewellt oder etwas zurückgebogen. Die Blattoberseite ist glänzend und die -unterseite ist etwas blasser sowie blaugrün. Auf jeder Seite des Mittelnerves sind sechs bis zehn Seitennerven vorhanden. Die Netznerven sind deutlich erkennbar.

### Blütenstand und Blüte
In end- oder achselständig auf 4 bis 20 Millimeter langen Blütenstandsschäften stehenden rispigen oder traubigen, zymösen 2 bis 5 Zentimeter langen Gesamtblütenständen befinden sich kleine Büschel mit je bis zu sechs Blüten. Die Tragblätter fallen früh ab. Der Blütenstiel ist höchstens 3 Millimeter lang.
Die schwach duftenden, zwittrigen, kleinen und kurz gestielten Blüten mit einfacher Blütenhülle, sind 4 bis 6 Millimeter lang und meist vier-, selten fünfzählig. Die Blütenhüllblätter sind anfangs gelblich-grün und verfärben sich dann innen rötlich bis violett. Die meist vier Tepalen sind auf einer Länge von etwa 2 Millimetern becherförmig verwachsen mit ausgebogenen, dreieckigen Zipfeln. An den meist vier kurzen Staubblättern befinden sich rückseitig Haarbüschel. Der becherförmige Diskus besitzt alternierend zu den Staubblättern vier aufrechte bis oben zurückgebogene 1,2 bis 1,5 Millimeter lange, fleischige Lappen, die anfangs orangefarben-braun sind und sich schwärzlich-rot verfärben. Der Fruchtknoten ist ober- bis halbunterständig. Der kurze Griffel endet in einer kleinen, leicht dreilappigen Narbe.

### Frucht und Samen
Die fast ungestielte, einsamige, kleine Steinfrucht ist bei einem Durchmesser von etwa 1 Zentimeter kugelig oder ellipsoid. Die fleischige Steinfrucht besitzt ein zunächst rotes und sich bei Reife purpurfarben, blau bis schwärzlich-rot färbendes, glattes Exokarp, ein hartes, leicht runzliges, glattes, hellbraunes Endokarp und sie ist von ringförmigen Perianth- und Griffelresten gekrönt. Die Samen besitzen keine Samenschale (Testa). Die Tausendkornmasse beträgt 97 Gramm.

## Chromosomensatz
Die Chromosomenzahl beträgt meist 2n = 20, selten 18.

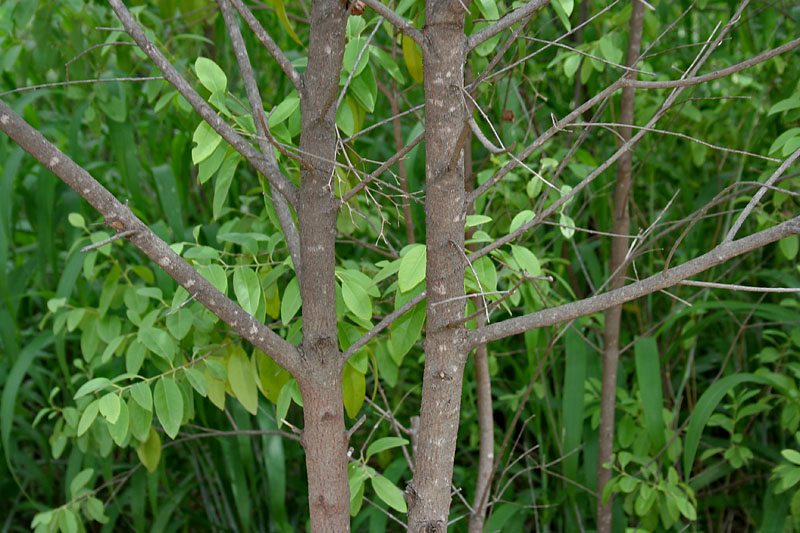
Borke
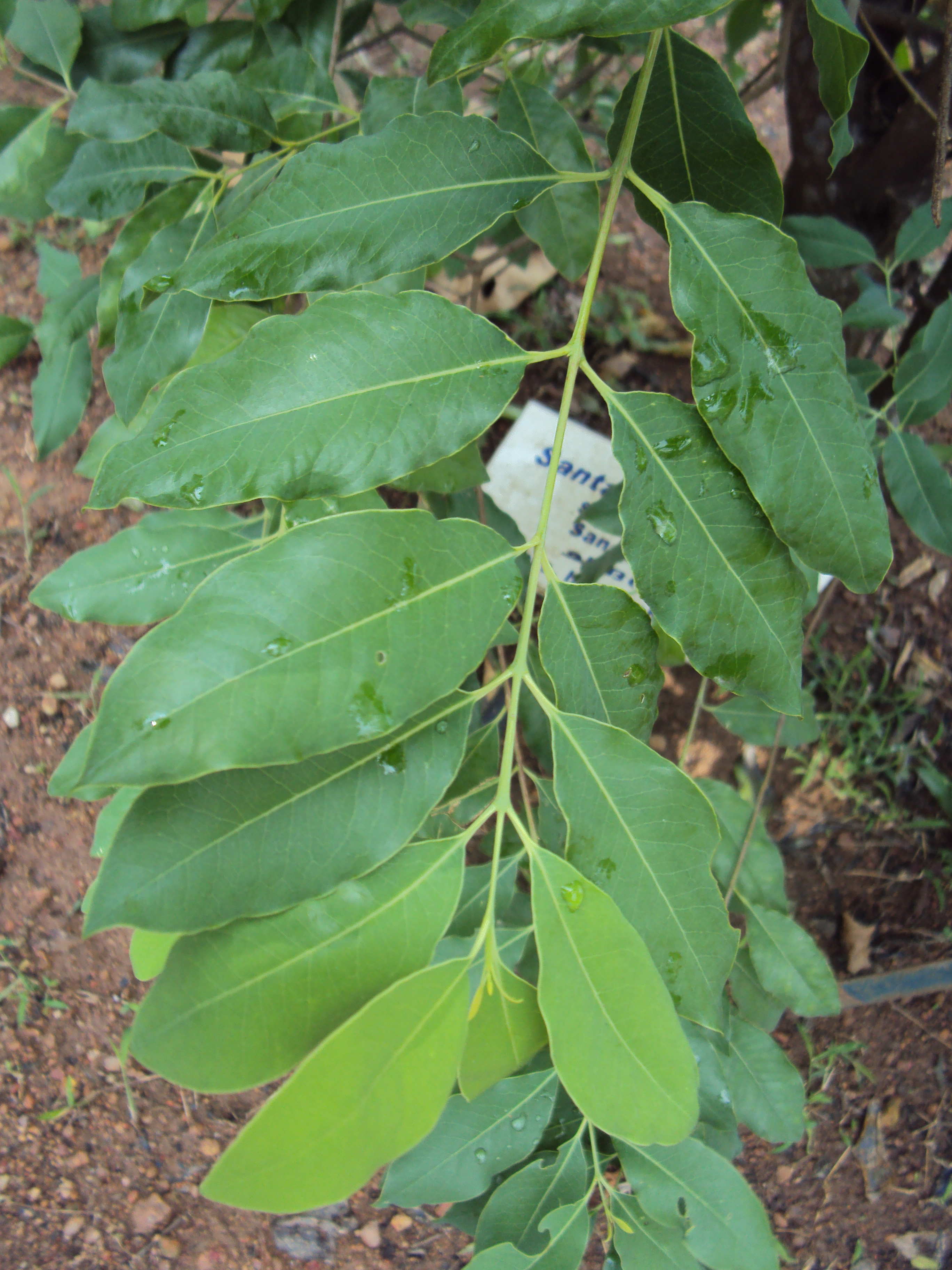
Zweig mit gegenständigen, gestielten, einfachen Laubblättern
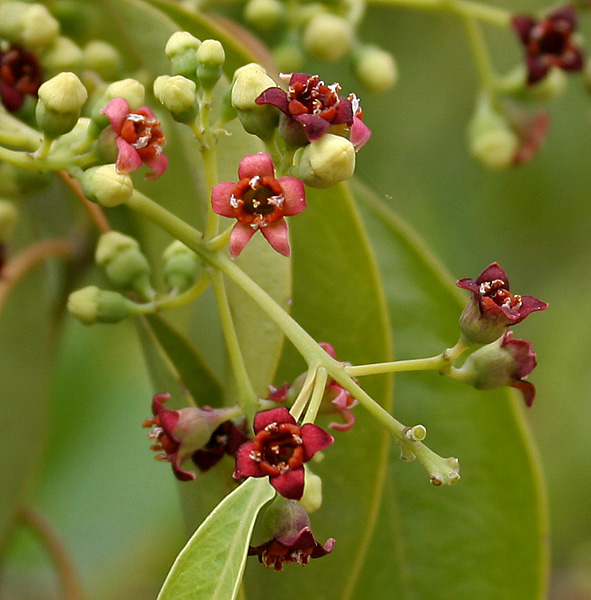
Blütenstand mit roten Blüten
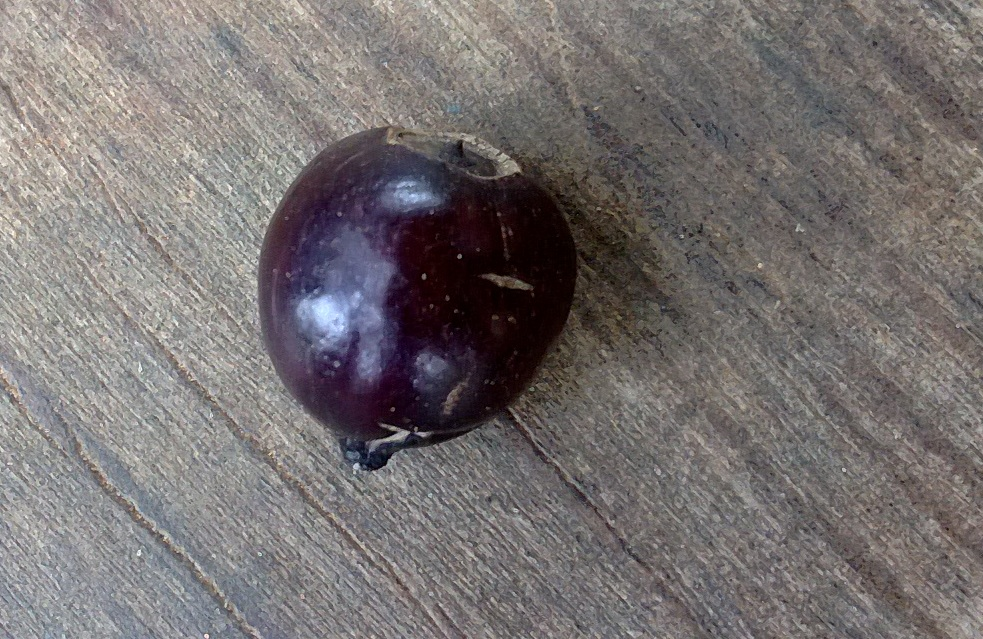
Reife Steinfrucht

## Ökologie
Es erfolgt epigäische Keimung. Der Halbschmarotzer (Hemiparasit) Santalum album parasitiert an Wurzeln anderer Baum-Arten, um sich mit Wasser und anorganischen Salzen zu versorgen. Zu den Wirtspflanzen zählen Senna siamea und Drypetes lasiogyna.
Neben der Selbstbestäubung kommt es zur Bestäubung durch verschiedene Insekten wie Bienen, Schmetterlinge und Käfer. Die Samen werden hauptsächlich durch Vögel verteilt, die die Früchte fressen.
Der Sandelholzbaum ist anfällig für Phytoplasmen, die im Extremfall zum Absterben des Baums führen, die Wirtspflanze kann auch von pathogenen Pilzen wie Fusarium und Phytophthora befallen werden.

## Vorkommen und Gefährdung
Nach PROSEA ist das ursprüngliche Verbreitungsgebiet unbekannt, man vermutet es auf den zum südöstlichen Indonesien gehörenden Äußeren Bandabogen, von denen Timor sowie Sumba als die wichtigsten Inseln anzusehen sind. Das natürliche Verbreitungsgebiet von Santalum album reicht nach Angaben der IUCN von Indien (Karnataka, Tamil Nadu u. a.), Südostasien über China und die Philippinen bis zu den Kleinen Sundainseln und nach Australien.
Santalum album gedeiht im natürlichen Verbreitungsgebiet weit verstreut in laubabwerfenden Trockenwäldern. In seinen Heimatgebieten ist Santalum album laut der Roten Liste gefährdeter Arten der IUCN 1998 als „Vulnerable“ = „gefährdet“ bewertet. Als Hauptursache für die Gefährdung gilt Raubbau.
Nach PROSEA reicht das heutige Vorkommen vom Bondowoso Distrikt im östlichen Java ostwärts bis Timor, Sulawesi, zu den Molukken und zum nördlichen Australien. Anbaugebiete des Sandelholzbaumes gibt es heute in vielen tropischen Gebieten, beispielsweise auf Sri Lanka, im südlichen Indien, in China, Taiwan, Australien und Indonesien.

## Taxonomie
Die Erstveröffentlichung von Santalum album erfolgte 1753 durch Carl von Linné in Species Plantarum, 1, S. 349. Synonyme für Santalum album L. sind: Sirium myrtifolium L., Santalum ovatum R.Br., Santalum myrtifolium (L.) Roxb.

## Anbau und Verwendung

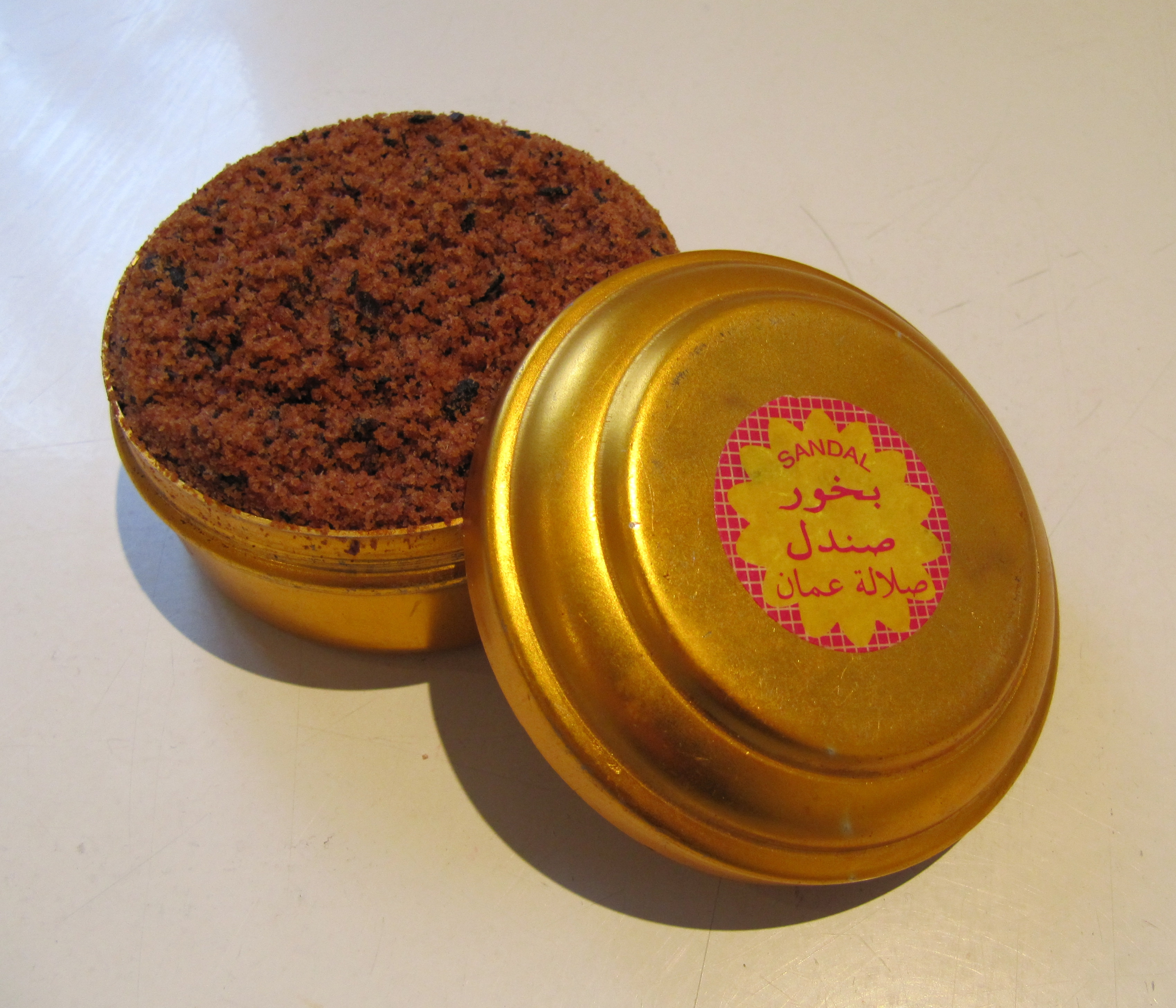
Sandelholzmehl aus dem Oman zum Räuchern (2009)

Hauptproduzent von Sandelholz ist Indien. Drei bis vier Jahre nach dem Pflanzen beginnt der Sandelholzbaum zum ersten Mal zu blühen und vollausgewachsen ist er nach 60 bis 80 Jahren. In Indien kommt der Sandelholzbaum in Höhenlagen von 0 bis zu 2500 Metern vor. Er gedeiht am besten in Höhenlagen zwischen 600 und 1000 bis 1500 Metern. Ab einem Alter von 15 Jahren bildet der Sandelholzbaum pro Jahr ungefähr ein Kilogramm Kernholz. Dabei begünstigen suboptimale Wachstumsbedingungen einen höheren Ölanteil im Kernholz. Man unterschied früher das frische, weiße Sandelholz (sandalum album) vom beim Lagern gelblich gewordenen sandalum citrinum. Santalum album L. gedeiht auf feuchten, sandigen Böden und verträgt weder Staunässe noch Frost. Infolge von Raubbau sind die Preise dafür zwischen 1990 und 2009 von 3800 Euro auf 85000 Euro pro Tonne gestiegen.
Das helle Sandelholz wird zur Herstellung von Parfüms und Kosmetikprodukten wie Seifen verwendet, wobei aus den unterirdischen Pflanzenteilen, den Zweigen und dem Kernholz Sandelholzöl destilliert wird, wie auch von verschiedenen anderen Santalum-Arten.
Das Holz wird in Asien für Schnitzarbeiten verwendet.
Sandelholzmehl wird als Räucherwerk benutzt.
Die Früchte sind essbar. Die Blätter liefern ein Wachs.

## Symbolik

Wappen Dilis

Das alte koloniale Wappen Dilis enthält die Darstellung eines Sandelholzbaumes (vgl. hier).

## Weiterführende Literatur
- Danica T. Harbaugh, Bruce G. Baldwin: Phylogeny and biogeography of the sandalwoods (Santalum, Santalaceae): repeated dispersals throughout the Pacific. In: American Journal of Botany, 2007, Volume 94, Issue 6, S. 1028–1040, doi:10.3732/ajb.94.6.1028.
- J. M. Johnson: Dispersal of sandalwood (Santalum album) by birds in Tamilnadu. In: Journal of the Bombay Natural History Society. Volume 79, 1981, S. 672–675.
- Anupama Chembath, M. Balasundaran, P. Sujanapal: Phylogenetic Relationships of Santalum album and its Adulterants as Inferred from Nuclear DNA Sequences. In: International Journal of Agriculture and Forestry. Volume 2, Issue 4, 2012, S. 150–156, doi:10.5923/j.ijaf.20120204.03.